# حیات وحش نیجر

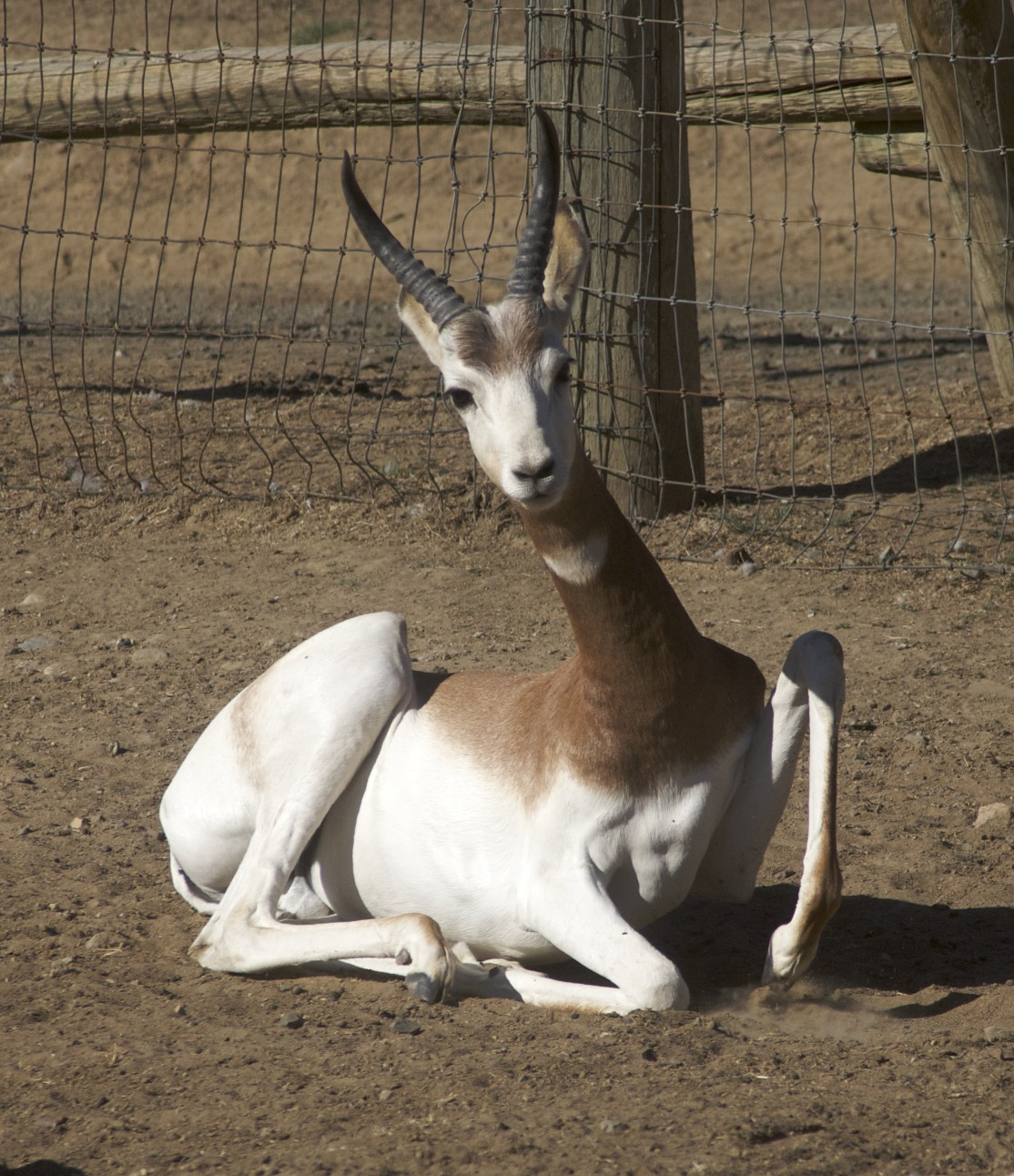
آهوی داما، سمبل ملی نیجر

حیات وحش نیجر متشکل از گیاگان و زیاگان این کشور است. مناطق حفاظت‌شده حیات وحش در این کشور در مجموع حدود ۸٫۵ میلیون هکتار می‌شوند که ۶٫۶ درصد مساحت کشور است؛ رقمی که انتظار می‌رود در نهایت به ۱۱ درصد هدف تعیین‌شده توسط آی‌یوسی‌ان با افزودن ناحیه‌های بیشتری تحت رده مناطق مورد حفاظت برسد.
۱۳۶ گونه پستاندار در نیجر یافت می‌شوند که دو تای آن‌ها شدیداً در خطر انقراض، دو مورد در خطر، نه تا آسیب‌پذیر هستند و یکی تقریباً تهدیدشده است. یکی از گونه‌هایی که برای نیجر فهرست شده بود، دیگر در طبیعت یافت نمی‌شود. انجمن جهانی پرندگان گزارش کرده که ۵۲۸ گونه پرنده که سه تای آن‌ها در جهان تهدیدشده هستند و یکی معرفی شده است. با وجود پوشش گیاهی کم‌پشت، بسیاری گونه‌ها همچنان ممکن است در میان پرندگان فراوان این کشور کشف بشوند.